# Fouquieria
Fouquieria ist die einzige Pflanzengattung der monogenerischen Familie der Fouquieriaceae innerhalb der Ordnung der Heidekrautartigen (Ericales), mit nur elf Arten. Der Gattungsname ehrt den französischen Arzt Pierre Fouquier (1776–1850).

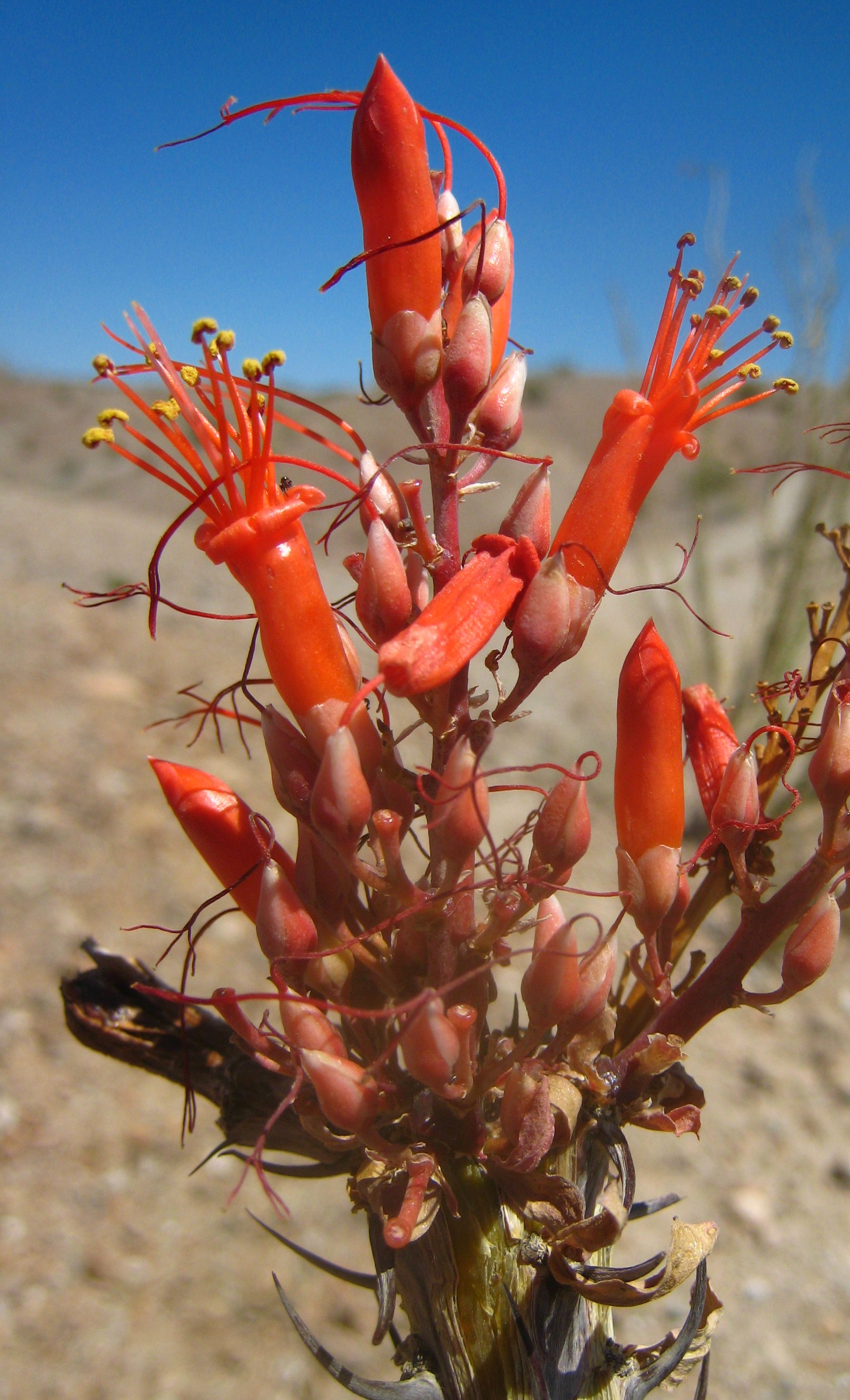
Fouquieria splendens

## Beschreibung

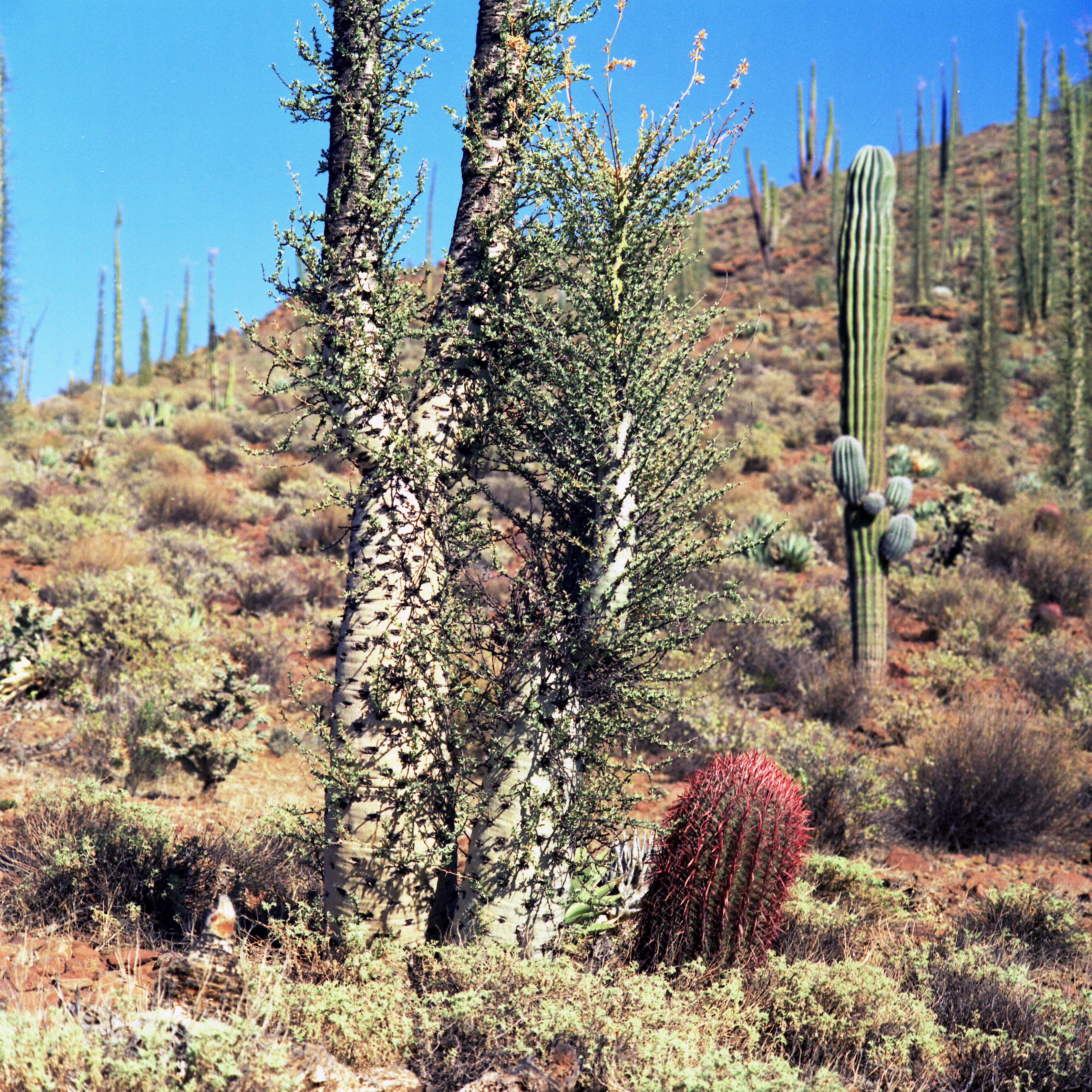
Fouquieria columnaris

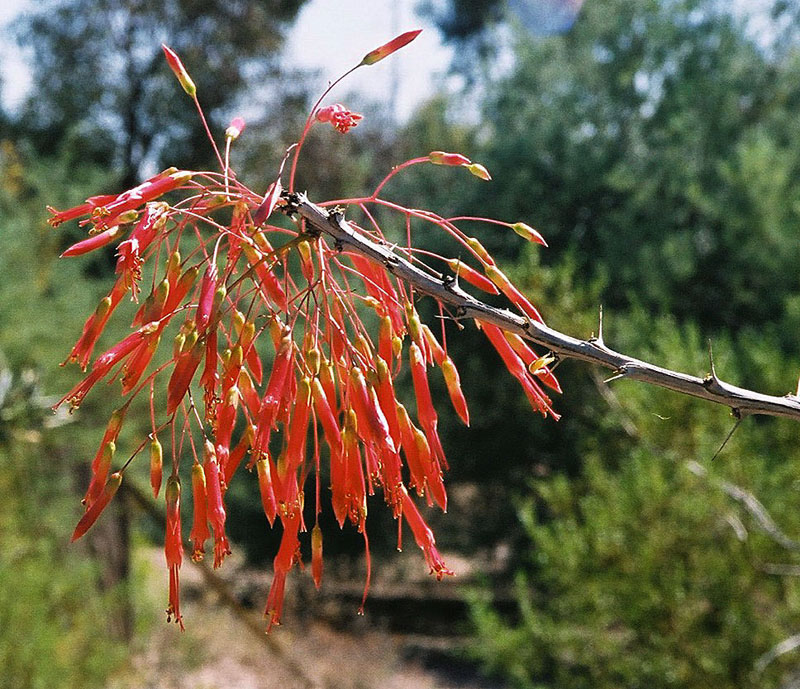
Fouquieria macdougalii

Fouquieria-Arten sind xeromorphe Sträucher mit meist aufrechten Zweigen. Manche Arten können eine Wuchshöhe von bis zu 15 Metern erreichen. Es gibt zwei Blatttypen. Die einfachen, ganzrandigen Laubblätter sind wechselständig und spiralig an Kurztrieben angeordnet, sie erscheinen meist nur nach Regenfällen. An Langtrieben befinden sich Dornen. Zu mehreren um den Dorn herum befindet sich der zweite Typ von Blättern. 
Nach Regenfällen, im Frühjahr, beginnen die Pflanzen zu blühen. Viele Blüten stehen in rispigen, ährigen oder traubigen Blütenständen zusammen. Die zwittrigen, fünfzähligen Blüten besitzen ein doppeltes Perianth. Es sind fünf freie, ungleiche Kelchblätter vorhanden. Die fünf roten, blassvioletten, cremefarbenen oder gelben Kronblätter sind röhrig verwachsen. Es sind zehn oder mehr (bis 23) freie Staubblätter vorhanden. Drei Fruchtblätter sind zu einem oberständigen Fruchtknoten verwachsen. Jedes Fruchtknotenfach besitzt meist 14 bis 18 (6 bis 20) Samenanlagen. Die drei Griffel sind nur teilweise verwachsen.
Fouquieria-Arten bilden dreifächerige Kapselfrüchte aus. Die Samen sind geflügelt.

## Systematik und Verbreitung
Fouquieria-Arten sind im südwestlichen Nordamerika (USA und Mexiko) beheimatet. Synonyme für Fouquieria sind: Bronnia Kunth, Philetaeria Liebm. und Idria Kellogg.
Die Gattung Fouquieria umfasst folgende Arten:
- Fouquieria burragei Rose: Sie kommt im östlichen Baja California vor.[2][3]
- Fouquieria columnaris (Kellogg) Kellogg ex Curran: Sie kommt in den mexikanischen Bundesstaaten Baja California, Baja California Sur und im nordwestlichen Sonora vor.[2][3]
- Fouquieria diguetii (Tiegh.) I.M.Johnst.: Sie kommt in Baja California und Sonora vor.[2][3]
- Fouquieria fasciculata Willd. ex Roem. & Schult. Nash: Sie kommt im südlichen mexikanischen Bundesstaat Hidalgo vor.[2][3]
- Fouquieria formosa Kunth: Sie kommt im zentralen und südlichen Mexiko vor.[3]
- Fouquieria leonilae Miranda: Sie kommt im zentralen mexikanischen Bundesstaat Guerrero vor.[3]
- Fouquieria macdougalii Nash: Sie kommt in den mexikanischen Bundesstaaten Sonora, Sinaloa und Chihuahua vor.[2][3]
- Fouquieria ochoterenae Miranda: Sie kommt im südwestlichen Puebla und im nordwestlichen Oaxaca vor.[3]
- Fouquieria purpusii Brandegee: Sie kommt in den mexikanischen Bundesstaaten Oaxaca und Puebla vor.[2][3]
- Fouquieria shrevei I.M.Johnst.: Sie kommt im westlichen Coahuila vor.[3]
- Fouquieria splendens Engelm.: Sie kommt im Mexiko und in Arizona, Nevada, Kalifornien, New Mexico und Texas vor.[2] Mit den Unterarten: 
  - Fouquieria splendens subsp. breviflora Henrickson: Sie kommt im westlich-zentralen Mexiko vor.[3]
  - Fouquieria splendens supsp. campanulata (Nash) Henrickson: Sie kommt nur im mexikanischen Bundesstaat Durango vor.[3]
  - Fouquieria splendens subsp. splendens: Sie kommt vom südlichen Kalifornien bis zum südwestlichen Texas und dem nördlichen Mexiko vor.[3]